# Ударные музыкальные инструменты

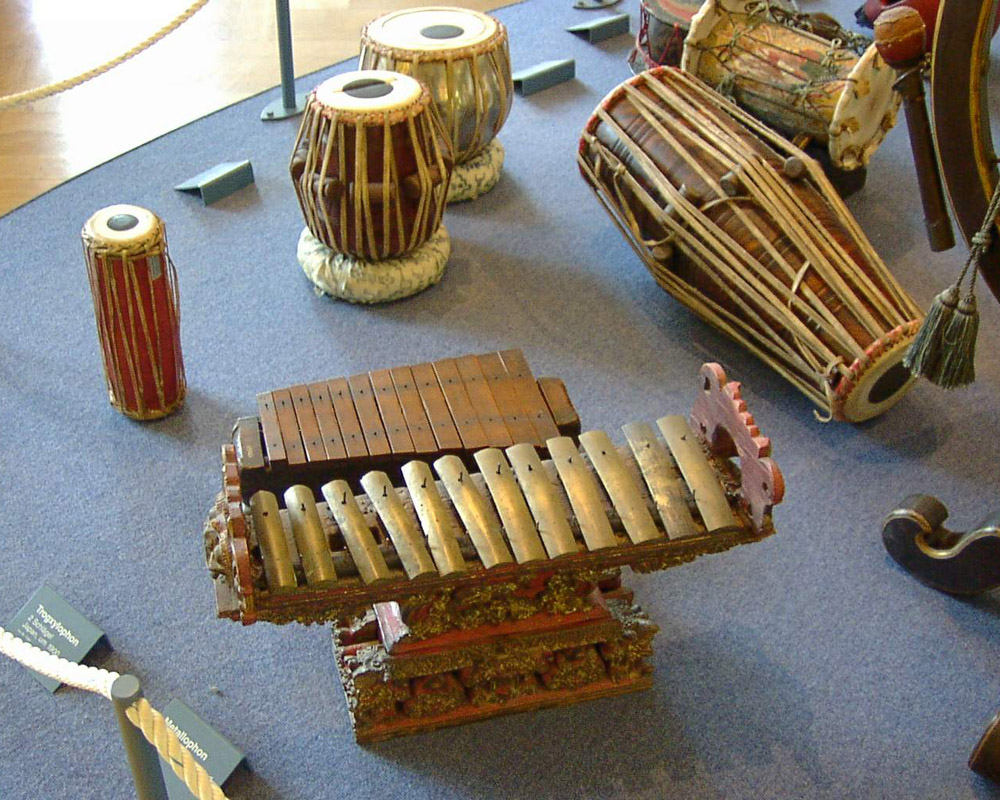
Ударные инструменты народов мира

Ударные музыкальные инструменты — группа музыкальных инструментов, звук из которых извлекается путём удара по звучащему телу. Делятся на три подгруппы — мембранофоны, идиофоны (самозвучащие) и хордофоны (струнные). Высота звучания таких инструментов может быть определённой и неопределённой.
Первый в истории человечества вид музыкальных инструментов.

## Классификация
Многообразие разновидностей и форм ударных музыкальных инструментов сформировало несколько вариантов их классификации. Один и тот же инструмент может принадлежать к нескольким группам.
По звуковысотности:
- С определённой высотой звучания, которые могут быть настроены на определённые ноты звукоряда. К таким инструментам относятся литавры, ксилофон, вибрафон, колокольчики и ряд других;
- С неопределённой высотой звучания, которые не имеют настройки на определённые звуки. Среди этих инструментов — большой и малый барабаны, треугольник, тарелки, бубен, кастаньеты, гонг, африканские барабаны и другие инструменты.

По звукообразованию:
- Мембранофоны — инструменты, в которых звучащим телом является натянутая мембрана из кожи или пластика. К ним относятся литавры, барабаны и бубны.
- Идиофоны — инструменты, в которых звучащим телом является весь инструмент (гонг), либо состоящие из целиком звучащих тел (треугольник, ксилофон, маримба, балафон, вибрафон, колокольчики, било);
  - Металлические идиофоны, звучащие элементы которых сделаны из металла — металлофоны, треугольник, вибрафон, колокольчики;
  - Каменные идиофоны, звучащие элементы которых сделаны из камня (яшмы, нефрита, жадеита, мрамора, гранита, известняка и других) — тэцин, бяньцин и другие;
  - Керамические идиофоны, звучащие элементы которых сделаны из обожженной глины, фаянса и фарфора — погремушки, колокольчики;
  - Деревянные идиофоны, звучащие элементы которых сделаны из дерева — ксилофон, коробочка, корейские колокола;
  - Костяные идиофоны, звучащие элементы которых сделаны из костей животных — трещетки и погремушки;
  - Стеклянные идиофоны, звучащие элементы которых сделаны из стекла — стеклянная арфа, веррофон, стеклянная гармоника, стеклянная маримба, ранат каэо, кристалл башет.
- Особую группу ударных инструментов составляют хордофоны — струнные инструменты (например фортепиано и цимбалы).

## Перкуссия

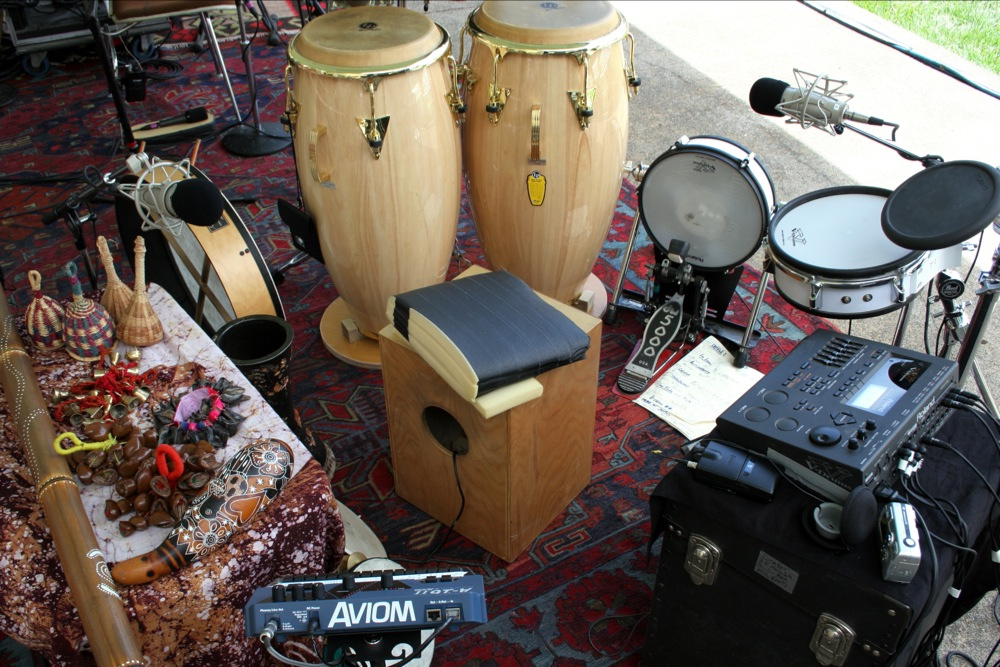
Перкуссионые музыкальные инструменты

Перку́ссия – ударные и шумовые музыкальные инструменты, которые не входят в набор стандартной барабанной установки, или основных ударных оркестра. Такие инструменты выполняют важную роль, создавая особенное настроение и разнообразие ритм партии и всей композиции в целом.
Звуки колокольчиков, шум трещоток, кастаньет и бубнов – без этого невозможно представить современную музыку. Этническая перкуссия, к которой относятся такие этнические ударные как тамбурин, бонго, маракасы, деревянные  ложки, кастаньеты, имеют огромное влияние на самоопределение многих народов, создавая их идентичность.
Перкуссия делится на виды по звучанию и по созданию звука

### Звучание (высота звучания)
- с определенной высотой звучания (большой и малый барабаны, литавры, ксилофон, вибрафон, колокольчики);
- с неопределенной высотой звучания (треугольник, тарелки, бубен, кастаньеты, там-там и другие).

### Создание звука
- Идиофоны, в которых звучание создается за счет тела инструмента (гонг, там-там, треугольник, ксилофон, маримба, вибрафон, колокольчики). Идиофоны, в свою очередь, делятся на металлические и деревянные, звучащие элементы которых выполнены из металла и дерева соответственно.
- Мембранофоны, в которых звучание образуется за счет натянутой мембраны из кожи, пластика или других синтетических материалов (литавры, барабаны, бубен, бонги, том-томы).
- Струнные ударные инструменты (цимбалы, сантур, янцинь).